# Домініка на літніх Олімпійських іграх 2020
Домініку на літніх Олімпійських іграх 2020 представляли два спортсмени в одному виді спорту.

## Спортсмени
| Вид спорту     | Чоловіки | Жінки | Загалом |
| -------------- | -------- | ----- | ------- |
| Легка атлетика | 1        | 1     | 2       |
| Загалом        | 1        | 1     | 2       |